# Пера Сегединац
Петар Јовановић касније назван Пера Сегединац (Печка, 1655 — Будим, 4. априла 1736) је био српски граничарски капетан у Хабзбуршкој монархији и вођа устанка бекешких кметова.
Петар Јовановић је рођен у месту Печка код Арада 1655. године, у српској официрској породици. Његови преци су били граничари на Моришу од 1607. године. Када су Турци 1616. године освојили Арад и околину, његови стари нису побегли одатле.
Још као младић је постао војник, као и већина граничника и дошао је до чина капетана. Капетан је био у Поморишју. Био је моришки командант и учествовао је у Великом турском рату (1683—1699). Највећи успех достигао је као капетан шанца у Печкој (Потиско-поморишка граница) 1715. године. Ту је дочекао и пензију где је наставио свој живот.
Учествовао је на српском црквено народном сабору у Карловцима 1726. године.
Имао је синове Михајла и Петра, који су наставили породичну војничку традицију, као граничарски официри.

## Побуна
Године 1735. је избила побуна бекешких кметова, у којој су учествовали Мађари, Срби и Румуни због тешког живота. Међу Србима устанак је избио због прекомерног глобљења и различитих насиља од стране спахија, али и присилног превођења у римокатоличанство, које је подржавао цар Карло VI.
Српска војска се скупила у Банату, а придружили су им се и Мађари под вођством Михаља Вертешија (мађ. Vértessy Mihály) тако да је број устаника брзо достигао 500 хиљада. По договору Пера је са Србима требало да заузме Арад, а "Виртеши" (вођа Мађара) и Јован "Себешћин" (вођа Румуна) - Ђулу. Током преговора да се Арад преда устаницима, аустријска регуларна војска је победила устанике код места Ердехеђа. Наступило је расуло у сељачкој војсци, а стари капетан Пера је затворен у Араду. Срби капетани су стојали иза те сељачке побуне, и као организатори су били одвојени од устаника. Налазио се он пред хапшењем у Араду, код побратима Ранка Текелије. Иако је имао 80 година, мучен је, а након тога је послат у Будим заједно са сином Михајлом и још неколико учесника побуне. Тамо су оковани у "гвожђа" чамили и "крњој кули". Највише је Перу теретио наводно подмићени Ђорђе Мођорош бележник из Шиклоша. Капетан Ранко Текелија и пуковник Зака су били условно осуђени, а остали су пострадали. Суд којим је председавао гроф Имре Баћањи га је осудио на смрт и на губитак целокупне имовине. Пред саму егзекуцију причестио га је будимски парох поп Никола Миловановић. У Будиму је одлуком суда осуђен на смрт стављањем на точак, а сурова казна је извршена на пијаци Св. Ђурђа у Будиму 4. априла 1736. године.
Тело му је након погубљења распорено и извађена му је утроба. Осакаћено тело је пренето у Печку, где је обешено као опомена Србима. Након тога је раскомадано на четвртине, а сваки део је приказан у Араду, Великом Варадину, Шаркаду и Бекешсентандрашу.
У Будимској тврђави се налази спомен плоча посвећена њему и побуњеницима. Мађарски сељаци су му спевали потресну песму: "Погибија славнога Пере", која је почињала са: Изненада Перу ухватише, у Араду црном граду...
Говорио је српски и мађарски језик.
По њему је књижевник Лаза Костић написао истоимену драму, трагедију (1882).